# Spelaeochernes dentatus
Spelaeochernes dentatus är en spindeldjursart som beskrevs av Volker Mahnert 200. Spelaeochernes dentatus ingår i släktet Spelaeochernes och familjen blindklokrypare. Inga underarter finns listade i Catalogue of Life.